# Florian Wanner
Florian Wanner, (* 2. února 1978 Wolfratshausen, Západní Německo) je bývalý reprezentant Německa v judu.

## Sportovní kariéra
Německo mělo na konci 20. století dva velmi kvalitní, mladé zápasníky judo v kategorii polostředních vah. Vedla Wannera jím byl o rok starší Stefn Friš. Ještě v roce 1999 upřednostnili reprezentační trenéři Friše, ale Wanner je později přesvědčil svými výbornými výkony ve světovém poháru. V roce 2000 si zajistil kvalifikaci na olympijské hry v Sydney. V prvním kole se utkal se silným soupeřem, Rakušanem Rajtrem. Po vyrovnaném boji ho porazil na juko. Ve druhém kole se utkal s favoritem na zlato, Jihokorejcem Čoem. Ten prolomil jeho obranu po dvou minutách a vyhrál na ippon technikou ko-soto-gari. V opravách potom podlehl na ippon Estonci Budolinovi.
V roce 2003 zaznamenal svůj nejlepší výsledek. Na mistrovství světa v Osace, v semifinále proti Japonci Akijamovi zvrátil zápas 6s před koncem (o-soto-gari) a ve finále porazil Švýcara Ašwandna po minutě boje na ippon. Zlatou medailí si zajistil kvalifikaci na olympijské hry.
V roce 2004 na olympijských hrách v Athénách patřil k favoritům na zlatou medaili. Postoupil až do čtvrtfinále, kde narazil na mladého a po úspěchu hladového Ukrajince Honťuka. Svým typickým opatrným způsobem si ho nepouštěl k tělu a čekal na Honťukovu chybu. Tomu se však podařilo v zápase skórovat na juko. V poslední minutě zápasu Němec riskoval a Ukrajinec ho poslal zvědačkou na zem (druhé juko) a do držení (osaekomi-waza). V opravách podlehl Ázerbájdžánci Ezizovi na ippon-wazari. Obsadil 7. místo.
Po olympijském turnaji překvapivě ukončil v 27 letech reprezentační kariéru. Judo se věnoval dál na klubové úrovni. Především potom úspěšně dokončil ekonomická studia na vysoké škole.

## Výsledky
| Turnaj             | 1997 | 1998 | 1999 | 2000 | 2001 | 2002 | 2003 | 2004 |
| ------------------ | ---- | ---- | ---- | ---- | ---- | ---- | ---- | ---- |
| Olympijské hry     | -    | -    | -    | úč.  | -    | -    | -    | 7.   |
| Mistrovství světa  | dns  | -    | dns  | -    | úč.  | -    | 1.   | -    |
| Mistrovství Evropy | dns  | dns  | dns  | dns  | dns  | 7.   | 3.   | dns  |
| ME juniorů         | 1.   | -    | -    | -    | -    | -    | -    | -    |